# Chesney Hawkes
Chesney Hawkes es un cantante, actor y compositor británico. Se dio a conocer internacionalmente en 1991 gracias a la canción "The One and Only", que alcanzó los primeros puestos de las listas británicas y estadounidenses.

## Biografía
Chesney Lee Hawkes nació el 22 de septiembre de 1971 en Windsor (Inglaterra) de la pareja formada por Len 'Chip' Hawkes bajista de la banda de rock The Tremeloes y Carol Dilworth, una conocida actriz de series de la televisión británica de los años 60. Chesney creció entre conciertos y platós de televisión y comenzó desde muy joven a tocar el piano y la guitarra. Con 19 años consiguió un papel en la película Buddy's Song, producida y protagonizada por Roger Daltrey, cantante de The Who, e interpretó la banda sonora del film, lo que supuso también su debut discográfico. El primer sencillo extraído del álbum "The One and Only", se convirtió en un éxito internacional, ocupando el número 1 de las listas británicas durante cinco semanas consecutivas. En España, el sencillo alcanzó en número 1 de Los 40 Principales en agosto de 1991. En Estados Unidos, el tema se hizo popular al ser incluido en la banda sonora de la película Doc Hollywood, protagonazada por el actor Michael J. Fox, y logró posicionarse en el décimo puesto del Billboard Hot 100. De este álbum debut se publicaron dos sencillos más "I'm a Man Not a Boy" y "Another Fine Mess", que también lograron entrar en las listas europeas pero con resultados más discretos.
En 1993 publica su segundo trabajo, Get The Picture, del que se extrajo un solo sencillo What's Wrong With This Picture que a penas tuvo repercusión. 
En marzo de 2005 participó en el reality show británico The Games, un programa de pruebas deportivas entre famosos emitido de Channel 4 que lo devolvió a la popularidad. Posteriormente participó exitosamente en el programa Hit Me, Baby, One More Time de ITV. Este mismo año lanzó en el Reino Unido el álbum recopilatorio The Very Best Of.
En 2008 participó en el musical Can't Smile Without You interpretando temas de Barry Manilow. El espectáculo se estrenó el 15 de septiembre en el Empire Theatre de Liverpool antes viajar al West End londinense.
En 2011 participó en los programas Let's Dance For Comic Relief de la BBC y en Sing If You Can de ITV. El 24 de diciembre participó en el programa navideño Text Santa de ITV junto a Ant & Dec.
En mayo de 2012 participó en el Lakefest festival y en diciembre formó parte del reparto del especial de Navidad de ITV titulado Panto!. En 2015 compitió en el programa Celebrity MasterChef de la BBC One.
El 25 de marzo de 2022, Hawkes lanzó la caja The Complete Picture: The Albums 1991-2012, que consta de cinco CD y un DVD. Además, lanzó el sencillo digital "The One and Only (2022 Nik Kershaw Remix)". En otoño de 2022, se unió a su padre Chip y a su hermano Jodie en el "Sixties Gold Tour" como parte de The Tremeloes, convirtiéndose en su cantante durante una serie de fechas en todo el Reino Unido.

## Discografía
- 1991 - Buddy's Song (solo para Europa)[13]
- 1991 - The One and Only (solo para Estados Unidos)[14]
- 1993 - Get The Picture (solo para Europa)
- 2005 - The Very Best Of (solo para Reino Unido)
- 2008 - Another Fine Mess
- 2009 - Me My Mouse & I
- 2012 - Real Life Love[15]

## Filmografía
- The Bill – "Photo Finish" (1991)
- Buddy's Song (1991)
- Prince Valiant (1997)
- Panto! (2012)
- Loose Women (2016)
- Hollyoaks (2022)
- Never Mind the Buzzcocks (2023)
- Michael McIntyre's Big Show (2024)